# Ebba Weddig-Dettenberg
Ebba Weddig-Dettenberg (geb. Weddig; * 13. Mai 1908 in Flensburg; † unbekannt) war eine deutsche Malerin und Grafikerin.

## Leben

### Familie
Ebba Weddig-Dettenberg war die Tochter des Bildhauers Heinz Weddig (1870–1946), der auch an der Flensburger kunstgewerblichen Fachschule unterrichtete.
1941 heiratete sie den Maler und Bildhauer Johann Wilhelm (Hannes) Dettenberg (* 1. Oktober 1908 in Plettenberg; † 30. Juli 1942 in Golnik). Ihr Ehemann starb an den Folgen einer Verletzung, die er während einer Dienstfahrt, mit dem SS-Obersturmführer Karl Starzacher (1913–1945), bei einem Partisanenangriff bei Gozd erlitten hatte.

### Werdegang
Ebba Weddig-Dettenberg besuchte gemeinsam mit Gertrud von Hassel bei ihrem Vater die Kunstgewerbeschule in Flensburg.
Zwischen 1928 und 1933 studierte sie an der Hamburger Kunsthochschule am Lerchenfeld bei Eduard Steinbach und Arthur Illies. Anschließend wechselte sie an die staatliche Kunstschule nach Berlin-Schöneberg und hatte Unterricht bei Willi Maillard, Willy Jaeckel, Georg Schrimpf und Bernhard Hasler.
Nachdem die Nationalsozialisten die Macht übernommen hatten, wurde sie von dem neuernannten Direktor der Kunstschule, Alexander Kanoldt, aufgefordert, eine schriftliche Erklärung über ihre politische Haltung, insbesondere zu ihrer vermuteten Mitgliedschaft zur Kommunistischen Partei Deutschlands (KPD), abzugeben. In ihrer Stellungnahme vom 26. Juli 1933 gab sie an, dass sie zwar 1931 nach einer Kundgebung der KPD einen Zettel mit der Aufschrift Wählt die Kommunistische Partei an die Schultür geklebt habe; sie sei jedoch kein Mitglied der KPD geworden. Zudem sei sie beschämt über das Schweigen vieler Studenten zu den Angriffen auf die Professoren, ... es wurde gelogen, verleumdet (die Verleumdungen gegen Professoren hören auch jetzt nicht auf), alles Positive unterschlagen. Berechtigt zu einem solchen Vorgehen das NS-Abzeichen? Ist eine Sache gerecht, braucht man nicht zu derartigen Mitteln zu greifen, um sie durchzusetzen. Hauptsächlich die öffentlichen Angriffe auf ihren Lehrer Bernhard Hasler, der zwar Lehrer an der Schule blieb, aber dessen Ernennung zum Professor wiederholt abgelehnt wurde, empörten sie. Weil sie aus diesem Grund 1933 vom Studium ausgeschlossen werden sollte, wechselte sie bis zur Aufhebung des Studienausschlusses an die Vereinigten Staatsschulen.
1934 legte sie ihr Staatsexamen an der Kunstschule ab und studierte daraufhin an der Berliner Kunstakademie unter Kurt Wehlte.
Von 1936 bis 1938 war sie als Kunsterzieherin in Berlin tätig. Später unterrichtete sie als Gymnasiallehrerin für Kunst in Stade. 1940 beteiligte sie sich in Celle an der Großen Kunstausstellung des Gaues Ost-Hannover.
Nach dem Zweiten Weltkrieg lebte sie für längere Zeit in Äthiopien und unterhielt auch einige Jahre zwei Wohnsitze in Heikendorf bei Kiel und auf Mallorca.

## Werke (Auswahl)
Ihr Holzschnitt Hungerjahre von 1932 und das 1935 erstellte Bild Bildnis eines russischen Juden in Berlin sowie weitere Zeichnungen und Grafiken befinden sich im Städtischen Museum in Flensburg. Ihre Sammlung Äthiopien am Vorabend der Revolution wird im Archäologischen Landesmuseum in Schleswig ausgestellt; das Institut für Äthiopistik der Universität Hamburg fragt gelegentlich zu Erforschung zu dieser Sammlung an.